# Platyneuromus soror
Platyneuromus soror är en insektsart som först beskrevs av Hagen 1861.  Platyneuromus soror ingår i släktet Platyneuromus och familjen Corydalidae. Inga underarter finns listade i Catalogue of Life.